# Polypodium pinnatissimum
Polypodium pinnatissimum là một loài thực vật có mạch trong họ Polypodiaceae. Loài này được R.C. Moran miêu tả khoa học đầu tiên năm 1992.